# Òpera de Frankfurt

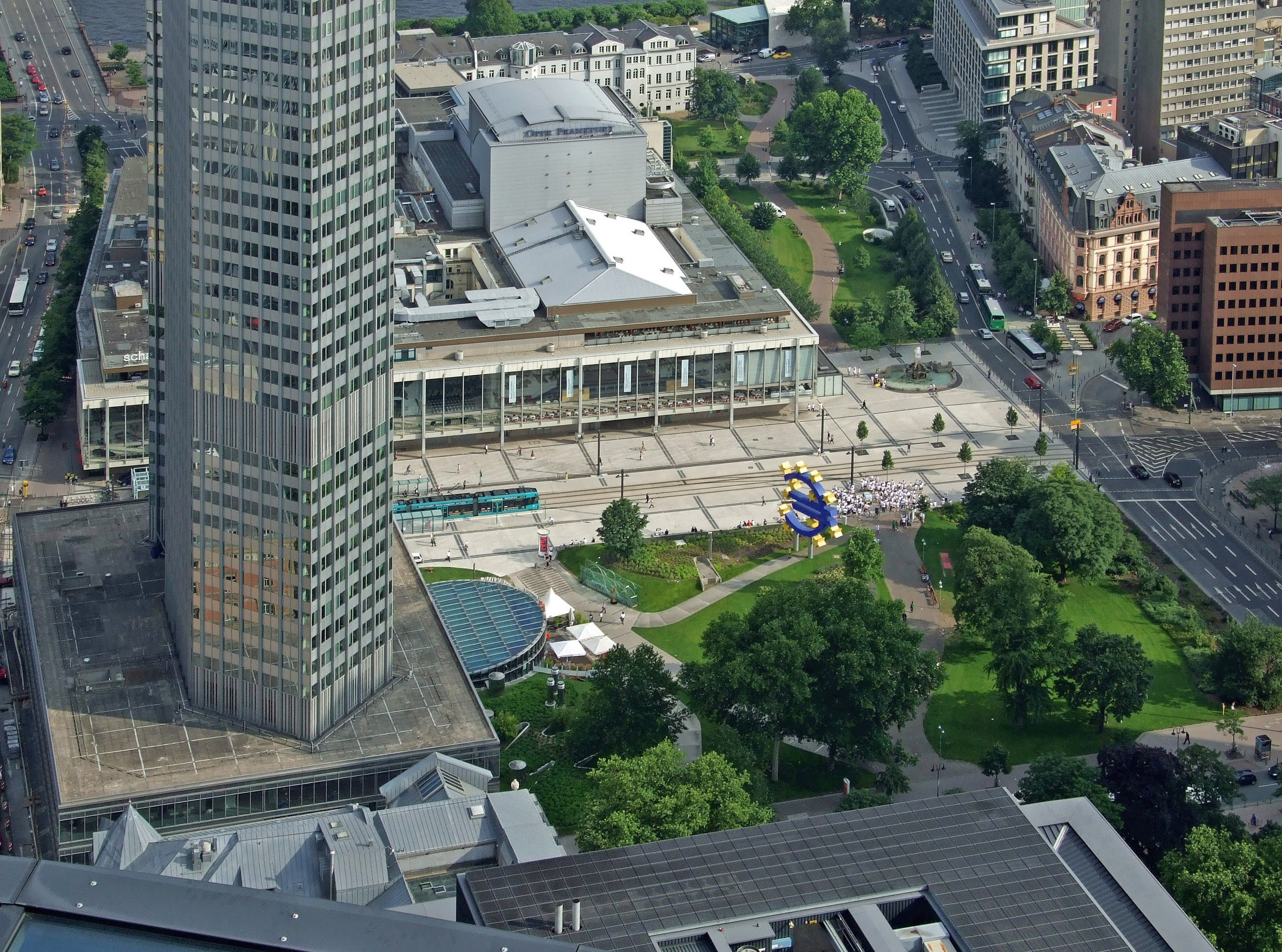
Vista aèria de la Willy-Brandt-Platz

Òpera de Frankfurt (en alemany Opern und Schauspielhaus Frankfurt) és la seu de la companyia d'òpera de Frankfurt del Main a Alemanya.
El nou teatre d'òpera, que substitueix a l'antic (Alte Oper Frankfurt, on es realitzen ara concerts) està situada a la Willy-Brandt-Platz, fou construït entre 1959-63 i és la seu de l'Städtische Bühnen i de la companyia Oper Frankfurt.
Té capacitat per a 1.369 espectadors i el seu escenari giratori és un dels més garns d'Europa (37.6m Ø).
Fundada en 1880, la companyia ha comptat entre els seus directors generals musicals (Generalmusikdirektor) a Clemens Krauss (1924-29), Franz Konwitschny (1938-44), Georg Solti (1952-61), Christoph von Dohnányi (1967-77), Michael Gielen (1977–1987), Gary Bertini (1987-1991), Sylvain Cambreling (1993–1996) i Paolo Carignani (1999–2008). Actualment el director és Sebatian Weigle. Com a orquestra del teatre actua la Museumsorchester de Frankfurt.
En les seves files s'han format notables cantants com Franz Völker, Edda Moser, Cheryl Studer, Diana Damrau, Piotr Beczala, etc.
Actualment s'hi fan durant l'any vora 200 actuacions i 70 activitats diverses.